# Yuki Kitai
Yuki Kitai (北井 佑季 Kitai Yuki?), född 27 januari 1990 i Kanagawa prefektur, är en japansk fotbollsspelare.
Kitai började sin karriär 2010 i FC Machida Zelvia. Efter FC Machida Zelvia spelade han för Matsumoto Yamaga FC, Kataller Toyama och SC Sagamihara.